# Drosophila nainitalensis
Drosophila nainitalensis är en tvåvingeart som beskrevs av Singh och Bhatt 1988. Drosophila nainitalensis ingår i släktet Drosophila och familjen daggflugor.
Artens utbredningsområde är Indien.